# Calycopteris
Calycopteris é um género botânico pertencente à família Combretaceae.
Segundo o APG, o nome aceito atualmente para este gênero é Getonia.

## Espécies
Apresenta três espécies:
- Getonia floribunda Roxb. (Calycopteris floribunda (Roxb.) Lam.)
- Getonia nitida Roth
- Getonia nutans Roxb. (Calycopteris nutans Kurz)